# Josef Hader
Josef Hader (ur. 14 lutego 1962 w Waldhausen im Strudengau) – austriacki aktor, komik, scenarzysta filmowy i telewizyjny. Nominowany do Europejskiej Nagrody Filmowej dla najlepszego aktora za rolę Stefana Zweiga w filmie Pożegnanie z Europą (2016) Marii Schrader. Jego reżyserski debiut Wilde Maus (2017) startował w konkursie głównym na 67. MFF w Berlinie.

## Wybrana filmografia
- 1989: Sternberg – Shooting Star
- 1992: Duett
- 1993: Indien
- 1999: Geboren in Absurdistan
- 2000: Der Überfall
- 2000: Przyjdź słodka śmierci
- 2000: Gelbe Kirschen
- 2002: Blue Moon
- 2004: Silentium
- 2005: Heaven – odcinek serialu 8 x 45
- 2007: Jagdhunde
- 2008: Ein halbes Leben
- 2009: Der Knochenmann
- 2010: Aufschneider
- 2011: Die verrückte Welt der Ute Bock
- 2011: Wie man leben soll

## Nagrody
- 1985: Salzburger Stier
- 1986: Österreichischer Kleinkunstpreis
- 1990: Deutscher Kleinkunstpreis
- 1992: Österreichischer Kleinkunstpreis
- 1993: Deutscher Kabarettpreis
- 1993: Nagroda Kainz-Medaille
- 1994: Platynowa płyta CD za Privat
- 1994: Platynowa płyta VHS za Privat
- 1999: Nestroy Ring
- 2000: Międzynarodowy Festiwal Filmowy w Locarno (Bronze Leopard)
- 2001: Romy za Komm, süßer Tod
- 2009: Diagonale Acting Award
- 2009: Deutscher Fernsehpreis (German Television Award)
- 2010: Nominacja do Goldene Kamera
- 2010: Adolf Grimme Award
- 2010: Das große Kleinkunstfestival (Berlinpreis)
- 2010: Romy za The Bone Man
- 2011: Bayrischer Kabarettpreis (Hauptpreis)
- 2011: Göttinger Elch